# Simba Content
Simba Content é uma empresa programadora de televisão por assinatura brasileira criada a partir de uma joint venture formada entre as redes Record, RedeTV! e SBT para distribuírem os seus sinais entres as operadoras de TV paga. Os três canais passaram a ser gerenciados pela Simba, que a partir de 2015 começou a negociar os respectivos sinais com as operadoras.
Um dos principais imbróglios das negociações, é que as operadoras se recusam a pagar o valor cobrado, alegando que eles sempre foram fornecidos aos clientes de forma gratuita como na TV aberta, e que isso poderia criar um possível monopólio. Os canais são responsáveis por 20% da audiência da TV paga.

## Antecedentes
A partir de 2007, com o início das operações da TV digital no Brasil, as redes de televisão Record, RedeTV! e SBT tentaram incluir seus sinais digitais nas operadoras de TV por assinatura. Pelas emissoras cobrarem pelo sinal digital, as operadoras diziam que isso faria o sinal analógico perder qualidade. Isso fez com que as emissoras continuassem a fornecer o sinal de forma gratuita para elas.
Em 2014, as redes de televisão decidiram se unir para criar uma joint venture para negociarem com as operadoras de TV por assinatura pelo seus sinais digitais. Elas seguiram da lei do Serviço de Acesso Condicionado (SeAC) regulamentada pela Agência Nacional de Telecomunicações (ANATEL), de 2011, na qual estabelece o must carry — no qual as operadoras de TV por assinatura devem carregar todos os 16 canais abertos de abrangência nacional, restrito apenas na tecnologia analógica, ficando a cargo de cada emissora negociar seu sinal digital. Esse tipo de cobrança já é feita pela Rede Globo, que cobra o seu sinal digital através da sua programadora Globosat.
Para que a empresa resultante da união das três redes operasse, foi necessário que ela passasse por aprovação do Conselho Administrativo de Defesa Econômica (Cade), órgão que analisa fusões entre empresas concorrentes. O conselho aprovou a joint venture com algumas ressalvas após as operadoras e as associações que representam a empresa questionarem a criação da companhia. Até o momento, a empresa era chamada de "Newco" (abreviação de new company), mas acabou adotando o nome definitivo de "Simba". O nome "Newco" já era usado para nomear a programadora do Grupo Bandeirantes de Comunicação.

## Início das operações
Com a chegada da data do desligamento do sinal analógico em São Paulo, que ocorreu em março de 2017, a Simba colocou o seu plano para iniciar a negociação da cobrança dos sinais dessas emissoras em prática. Para liderar as negociações entre a empresa e as operadoras de televisão por assinatura para o carregamento do sinal das respectivas redes que formam a joint venture, a empresa anunciou, no dia 13 de março de 2017, a contratação do executivo Marco Gonçalves — ex-sócio do banco BTG Pactual — para exercer essas funções na empresa. Em entrevista ao Tela Viva, o executivo esclareceu que pretende manter os sinais das três redes no ar pelas operadoras de TV por assinatura se elas ao menos tiverem iniciado alguma negociação com a programadora.
Isso não acabou ocorrendo. As três redes divulgaram durante as respectivas programações — cinco dias antes do desligamento do sinal analógico em São Paulo — um comunicado informando que irão retirar suas programações da grade das operadoras NET, Claro TV, Embratel, Vivo TV, Oi TV e Sky, por elas terem se recusado a iniciar as negociações de licenciamento com a empresa. A Embratel posteriormente esclareceu que não possui empresa de TV por assinatura tal como alegam as emissoras.
No dia 27 de março de 2017, as operadoras Sky, NET e Claro cortaram o sinal das três redes apenas na região de Brasília, localidade na qual o desligamento já havia acontecido. A Sky planeja retirar os sinais de acordo com o cronograma de desligamento dos sinais abertos das emissoras das redes que formam a Simba, caso a operadora não chegue a um acordo com a empresa. A NET também divulgou comunicados informando a remoção dos sinais da Record, SBT e RedeTV!, informando que já tinha chegado a um acordo com todos os outros canais, excetuando os distribuídos pela Simba. A operadora Vivo TV iniciou as negociações com a Simba Content e o sinais da Record, SBT e RedeTV! não serão retirados do line-up da empresa após o apagão analógico.
Antes do desligamento do sinal analógico em São Paulo e a consequente saída das operadoras de TV paga, o SBT convocou o seu time de apresentadores e trouxe o apresentador e vice-presidente da RedeTV!, Marcelo de Carvalho, para responderem dúvidas relacionadas a saída das três redes pela TV paga durante o Programa do Ratinho, com transmissão ao vivo. Já a Record tomou outra medida: a empresa irá oferecer gratuitamente por streaming, tal como já fazem RedeTV! e SBT, durante uma semana no portal R7 após o desligamento nas operadoras. A emissora também estendeu a transmissão para os aplicativos RecordTV para os sistemas Android e iOS.
Dentre as operadoras que tiveram o sinal das três redes representadas pela Simba Content removido, a Sky é a única que se recusa a negociar com a empresa. A operadora, que é controlada pelos grupos DirecTV e Globo, alega que o sinal digital deveria ser cedido gratuitamente tal como era com o sinal analógico. Por esta razão, a Record e a RedeTV! veicularam reportagens em seus telejornais com críticas ao atendimento e ao serviço prestado pela empresa, além de mostrar a recusa da operadora em negociar os sinais com a empresa formada por elas. A empresa, por meio uma resposta dada ao site NaTelinha, disse que estaria aberta as negociações com a Simba, mesmo não participando das reuniões promovidas pela empresa para tratar do assunto.
Em maio de 2017, o ex-presidente da Sky, Ricardo Miranda, foi contratado para intermediar nas negociações entre a Simba Content e as operadoras. Como resultado dessa contratação, as negociações para a distribuição dos sinais locais do SBT, da RedeTV! e da Record em Goiânia foram alteradas para manter a transmissão nas operadoras por até 60 dias após o desligamento do sinal analógico. O desligamento na região metropolitana da capital goiana estava programada para ocorrer no dia 31 de maio, mas foi adiada para 21 de junho. No mesmo mês, a Vivo TV anunciou que iria retirar os sinais dos canais representados pela Simba Content na Grande São Paulo no dia 10 de junho, devido as negociações com a empresa não terem avançado. A operadora acabou fechando um acordo com a companhia no mês em que iria retirar os sinais dos canais representados por ela.
O acordo com a Vivo TV foi finalmente fechado em 1 de agosto, fazendo com que os sinais das redes representadas pela Simba Content pertencessem na grade da operadora de forma permanente. Em seguida disso, no dia 31 de agosto, a operadora Sky acabou anunciando um acordo para a distribuição de Record, RedeTV! e SBT para os seus clientes. Na semana seguinte, em 8 de setembro, a NET e a Claro TV restabeleceram os sinais das três redes em suas grades de canais após concluir as negociações com a Simba Content.

## Negócios
A Simba Content tem como o seu principal negócio, até o momento, a cobrança da distribuição dos sinais digitais de Record, RedeTV! e SBT nas operadoras de TV por assinatura. A empresa também pretende lançar novos canais para o mercado de TV paga, com um deles podendo contar com o acervo disponível das redes representadas pela joint venture, além de distribuir o catálogo de produções das emissoras com serviços de streaming e através das centenas de ISPs (Internet Service Providers) existentes em todo o Brasil.. A companhia também deve alocar 20% das receitas que obter em produção de conteúdo nacional.
Após alguns anos de sua criação, a Simba Content tem apresentado números consistentes no mercado, por meio dos canais que fazem parte da joint venture. Juntas, RecordTV, RedeTV! e SBT possuem um alcance médio diário de 71,6 milhões de pessoas e 42,3 milhões de lares e uma cobertura de 202,6 milhões de pessoas e 69,9 milhões de lares.
Entre domicílios com TV por assinatura, as emissoras da Simba Content possuem em média 5,99% de audiência e 14,77% de share. Além disso, as redes sociais dos canais somam 99 milhões de inscritos no Youtube, 70 milhões de seguidores no Instagram, 88 milhões de fãs no Facebook e 16 milhões de seguidores no Twitter.
Em 2019, a Simba Content e o Grupo Paris, formado pela Paris Filmes e Paris Entretenimento, firmaram acordo de parceria para a produção de longa-metragens. A Simba Content não revelou valores de investimentos feitos com o grupo Paris. O acordo entre as duas partes contempla a produção e exibição de filmes nas salas de cinema, enquanto que a distribuição para a TV e plataformas de streaming foram tratadas de forma independente pela própria Paris Filmes.
Entre as 12 produções nacionais lançadas pela parceria, estão filmes como Nada a Perder 2, Turma da Mônica: Laços, De Pernas Para o Ar 3 e Os Parças 2. Tais trabalhos possibilitaram, em 2020, a renovação do contrato entre ambas as partes.
No final de 2020, a Simba Content anunciou que está investindo na veiculação de seu conteúdo em plataformas de Streaming, incluindo parceiros no OTT (Over The Top). Os canais Record TV, Rede TV! e SBT agora podem ser encontrados nos catálogos das plataformas DirecTV Go e Sky Play”.

## Reações
As principais operadoras de TV paga e algumas associações representadas por elas reagiram negativamente a criação da empresa resultante da união entre as três redes. As operadoras Sky, Claro TV e NET (esta duas últimas controladas pela América Móvil), a Associação Brasileira de TV por Assinatura (ABTA) e a associação Neo TV foram contra a iniciativa das empresas e tentaram barrar a aprovação dela junto ao Conselho Administrativo de Defesa Econômica (Cade).
A Agência Nacional de Telecomunicações (Anatel), órgão estatal que regula os serviços de telecomunicações e de radiodifusão, demonstrou ser favorável a união das três redes na Simba Content. A agência entendeu que a consolidação das três empresas na joint venture "fortalece as emissoras envolvidas para negociar sobre o seu conteúdo junto aos dois grandes grupos no mercado de TV por assinatura". A Advocacia-Geral da União (AGU) também deu parecer favorável a criação da Simba Content.
Em 29 de maio de 2017, após uma cliente da NET entrar na justiça, a Vara do Juizado Especial Cível do Foro Regional de Itaquera deu decisão favorável a cliente devido a retirada dos sinais distribuídos pela Simba Content da grade de canais da empresa. A NET, de acordo com a decisão, deve dar um desconto de R$ 7,50 na fatura da cliente devido a retirada dos sinais de Record, RedeTV! e SBT na operadora. A empresa anunciou que iria recorrer da decisão.
A Proteste e o Instituto Nacional de Defesa do Consumidor entraram com uma liminar, no dia 29 de junho, para exigir a volta do sinal das redes reapresentadas pela Simba Content das operadoras que retiraram a transmissão de suas grades de canais. A empresa justificou que liberou os sinais para serem restabelecidos pelas operadoras devido ao pedido das entidades, que entenderam que o corte dos sinais de Record, RedeTV! e SBT causa prejuízo ao consumidor. Mesmo com os esforços dessas entidades com a companhia, as operadoras de TV não aceitaram restabelecer os sinais nas regiões de São Paulo e Brasília, devido ao não encerramento das negociações para a remuneração à Simba.

## Críticas

### Bandeirantes
O Grupo Bandeirantes de Comunicação, através de uma matéria veiculada no Jornal da Band, criticou a postura das emissoras envolvidas na empresa de quererem cobrar pelos seus sinais digitais nas operadoras de TV por assinatura. A própria Band, por sua vez, é remunerada pela sua distribuição em conjunto com os canais pagos do grupo. Numa matéria que o UOL publicou sobre o assunto, o portal observou que o referido telejornal da emissora é "patrocinado por uma empresa de telefonia celular, que também atua no mercado da TV por assinatura e pertence ao maior grupo do setor". A empresa citada pelo UOL trata-se da Claro.

### Elefante branco
O blog NaTelinha, do portal UOL, disse que a Simba tinha se tornado um elefante branco para as três emissoras. O blog disse que a empresa não tinha funcionários e nem sede. Ao procurar a assessoria, o blog ainda disse que não tinha recebido nenhuma resposta, confirmando na visão do colunista que a empresa não tinha nada. Embora o colunista tenha manifestado a sua opinião baseado em uma falta de retorno de alguma fonte ligada a Simba, a informação não condiz com a realidade, já que a joint venture possui escritório comercial e permanece atuando em diferentes negócios relacionados ao entretenimento, ações estas publicadas pelo próprio blog NaTelinha, como a parceria com a Paris Filmes. 